# Tramitichromis trilineata
Tramitichromis trilineata là một loài cá thuộc họ Cichlidae.
Nó là loài đặc hữu của Malawi. Môi trường sống tự nhiên của chúng là hồ nước ngọt.